# الجماعة الإسلامية في العراق
الجماعة الإسلامية في العراق هي جماعة جهادية من أهل السنة والجماعة تقاتل في سبيل الله ضد جيوش الاحتلال الأمريكي واعوانه في أرض العراق.
تم اعلان الجماعة الإسلامية في العراق في 12 ربيع الأول 1431 هجرية / 24 شباط 2010 ميلادية.

## تتكون من
1- جيشُ المجاهدينَ في العراق
2- جيشُ سعدٍ بن أبي وقاص
3- عصائبُ المرابطينَ الإسلامية (خمسُ سرايا غربَ بغداد)
4- سرايا البراءُ بن عازب (أربعُ سرايا في محافظةِ صلاح الدين)
5- كتيبةُ النعمان مستقلة (محافظة ديالى)
6- كتيبةُ سلمة َبن الاكوع مستقلة (شمالَ بغداد)
7- كتيبةُ خالدٍ ابن الوليد مستقلة (شرقَ بغداد)
8- كتيبةُ عبد الله عزام مستقلة (بغداد)
ثم التحق بالجماعة جيش المصطفي في 3 ربيع الآخر 1431 هجرية / 19 آذار 2010 ميلادية.
اعقبه التحاق جيش العسرة بالجماعة في 1 رمضان 1431 هجرية / 11 أب 2010 ميلادية
يينتهى بها الحال ب 4 جيوش و9 سرايا و4 كتائب. ولله الحمد.
صورة لعملية إطلاق صاروخ على قاعدة أمريكية.

## من ثوابت الجماعة
1- تتخذُ الجماعةُ عقيدةَ أهلَ السنةِ والجماعةِ منهجاً وسلوكاً ونظراً واستدلالاً ،وهو منهجُ الاعتدالِ والوسطية.
2_ الجهادُ واجبٌ شرعيٌّ، وجهادُنا جهادُ دفعِ العدوِ الصائلِ وقتالُ نكايةٍ بأعداء الله ,فنحن نقاتلُ لتكونَ كلمةُ الله هيَ العليا
3_ الجهادُ بالنفس والمال واللسان، ونعملُ في الميادين السياسية ِوالإعلامية والإداريةِ ورفد ُالميدانِ مع إخوتِنا في بقيةِ الفصائلِ الجهادية والجميعُ في خندقٍ واحد.
4 - بلادُ المسلمينَ واحدةٌ وواجبُنا الحفاظ ُعلى وحدتِها والدفاعُ عنها لذا نرفِضُ التقسيمَ وكلَ المشاريعِ الفيدراليةِ والطائفية.
5- الفتوى تتغيرُ بتغير الزمانِ والمكان والعوائدِ والأحوالِ وان الأمةَ في نوازلٍ وفتن مستمرةٍ، لذا نرجعُ إلى أهلِ العلم والفُتيا في الجماعة أو خارجِها لتحقيقِ مقاصدِ الشرع
6- نرفضُ العمليةَ السياسيةَ والانتخاباتِ والدستورَ وكلَ ما ترتبَ عليها وصدرَ عنها.